# James Buchanan
James Buchanan (Cove Gap, 23 aprile 1791 – Lancaster, 1º giugno 1868) è stato un politico statunitense. È stato il 15º Presidente degli Stati Uniti.
È stato l'unico Presidente a rimanere scapolo e, fino a Joe Biden nel 2021, l'unico nato in Pennsylvania.

## Biografia

### Carriera politica
James Buchanan nacque a Cove Gap, un villaggio all'interno della Peters township, in Pennsylvania, il 23 aprile 1791, da James Buchanan Senior, di origine irlandese, e da Elizabeth Spear. Da giovane frequentò il Dickinson College di Carlisle, dove si laureò in legge. In breve tempo Buchanan divenne un brillante avvocato, tanto che si diceva avesse guadagnato un notevole patrimonio.
Dopo essere stato per due anni membro della Camera dei Rappresentanti della Pennsylvania, il giovane avvocato statunitense sedette dal 1821 al 1831 al Congresso degli Stati Uniti come deputato tra le file del Partito Federalista, finché nel 1824 tale partito si dissolse ed entrò nel Partito Democratico. Dopo un breve periodo a San Pietroburgo come ambasciatore statunitense in Russia (1832-1833), Buchanan fu eletto senatore nel 1834 all'interno dei democratici. In Senato fu un fervido sostenitore del presidente Andrew Jackson e della politica espansionistica verso ovest.
Proprio per questo motivo, nel 1845 il senatore democratico fu nominato Segretario di Stato durante la presidenza di James Knox Polk, fautore di una forte politica di espansione ad ovest, specialmente ai danni del Messico. In tale veste, Buchanan negoziò con l'Inghilterra il Trattato dell'Oregon, firmato a Washington il 15 giugno 1846, che stabiliva i confini con il Canada britannico e annetteva all'Unione il territorio dell'Oregon.
Dopo la fine dell'amministrazione Polk, il politico statunitense venne nominato, nel 1853, ambasciatore a Londra, dove rimase tre anni. Fu in questo periodo che Buchanan maturò le sue convinzioni politiche a proposito della schiavitù, tema allora al centro del dibattito politico americano, sostenendo che il Congresso non potesse intervenire sulle questioni riguardanti le faccende interne dei singoli Stati e mostrandosi favorevole alle posizioni sudiste.
Proprio per questa sua posizione riguardo al problema schiavistico, il Partito Democratico nel 1856 lo scelse come candidato ufficiale per la presidenza degli Stati Uniti d'America. Buchanan riuscì a vincere le elezioni e si insediò il 4 marzo 1857. Il suo programma elettorale s'incentrava sul rispetto della volontà popolare e sul diritto degli americani di mantenere schiavi.

### La presidenza
Sotto la sua presidenza, la crisi a proposito dello schiavismo, che di lì a pochi anni avrebbe portato alla guerra di secessione, si accentuò ulteriormente. Gli storici accusano Buchanan di essere stato troppo incerto nell'affrontare le divergenze fra il Nord e il Sud che avrebbero portato al conflitto.
Buchanan, apertamente a favore delle posizioni sudiste e dell'autogoverno dei coloni sul tema della schiavitù, non solo fu responsabile di un arretramento della condizione dei neri nel Nord, ma addirittura di un tentativo di esportazione del sistema schiavistico, sul modello statunitense, anche nel Messico e nell'America centrale e meridionale. L'esportazione di tale modello era funzionale all'espansionismo militare di Washington, che per Buchanan andava attuato in primis ai danni di Cuba, all'epoca in mano agli spagnoli.
Nello specifico, due giorni dopo il suo insediamento una sentenza della Corte suprema scatenò un'ondata di proteste: si decideva sul ricorso di Dred Scott, uno schiavo nero che si era trasferito con il suo padrone in un territorio in cui, secondo il Compromesso del Missouri, la schiavitù era fuorilegge; per questo, chiedeva di essere liberato. La sentenza non solo non accolse il ricorso, ma dichiarò incostituzionale il Compromesso del Missouri, annullandolo in quanto violava il diritto di proprietà sancito dalla Costituzione. Le violente proteste al Nord sfociarono nella cosiddetta "incursione di John Brown", un attivista bianco che mirava alla rivolta armata degli schiavi neri, il quale nel 1859 assaltò il deposito di armi di Harper's Ferry, in Virginia, ma fu catturato dalla truppe federali, processato e impiccato. Queste tensioni, unite alla grave crisi economica che colpì il paese nello stesso periodo, resero Buchanan molto impopolare.
Altri avvenimenti importanti della sua presidenza furono l'ingresso nell'Unione di nuovi Stati, come il Minnesota (11 maggio 1858) e l'Oregon (14 febbraio 1859), oltre al dibattito, avvenuto nel 1858, tra Lincoln e Douglas sul problema della schiavitù: il primo infatti si opponeva all'introduzione della schiavitù nei territori dell'Ovest. In autunno le elezioni congressuali assegnarono ai repubblicani tutti gli Stati del Nord, accentuando l'isolamento degli Stati schiavisti. Alle elezioni presidenziali del 1860 i repubblicani vinsero candidando proprio Lincoln. Sarebbe stato questo il punto di non ritorno della tensione politica, che sfociò nella guerra civile americana, scoppiata poco dopo l'insediamento della presidenza di Abraham Lincoln.

### Gli ultimi anni
Il mandato presidenziale di Buchanan terminò il 4 marzo 1861 e nel lasso di tempo che andò dalla vittoria elettorale di Lincoln al suo definitivo insediamento, egli cercò di scongiurare la guerra civile, ottenendo però soltanto una spaccatura all'interno del suo stesso partito. Buchanan vide la fine del suo mandato come una liberazione personale, a tal punto che il giorno del giuramento del neoeletto presidente Lincoln gli disse: "Se sei felice di assumere la carica di presidente almeno quanto io lo sono di lasciarla, allora sei l'uomo più felice del mondo".
Amareggiato dalla vicende nazionali e personali (era stato accusato di essere omosessuale fin dal 1819) e ormai non appoggiato da alcun movimento politico, Buchanan si ritirò a vita privata e morì all'età di 77 anni il 1º giugno 1868 a Lancaster, in Pennsylvania. Venne sepolto presso il Woodward Hill Cemetery di Lancaster.
Lasciò una autodifesa in cui descriveva i suoi sforzi per evitare la guerra civile.

## Vita privata
James Buchanan non si sposò mai e non ebbe figli. Tuttavia, nel 1841 adottò la giovane nipote Harriet Lane, rimasta orfana di entrambi i genitori (sua madre, Jane, era la sorella minore del futuro presidente), che, al momento dell'insediamento alla Casa Bianca dello zio, assunse le funzioni di First lady degli Stati Uniti d'America.
Fu uno dei presidenti degli Stati Uniti membri della Massoneria.